# Arne Jones

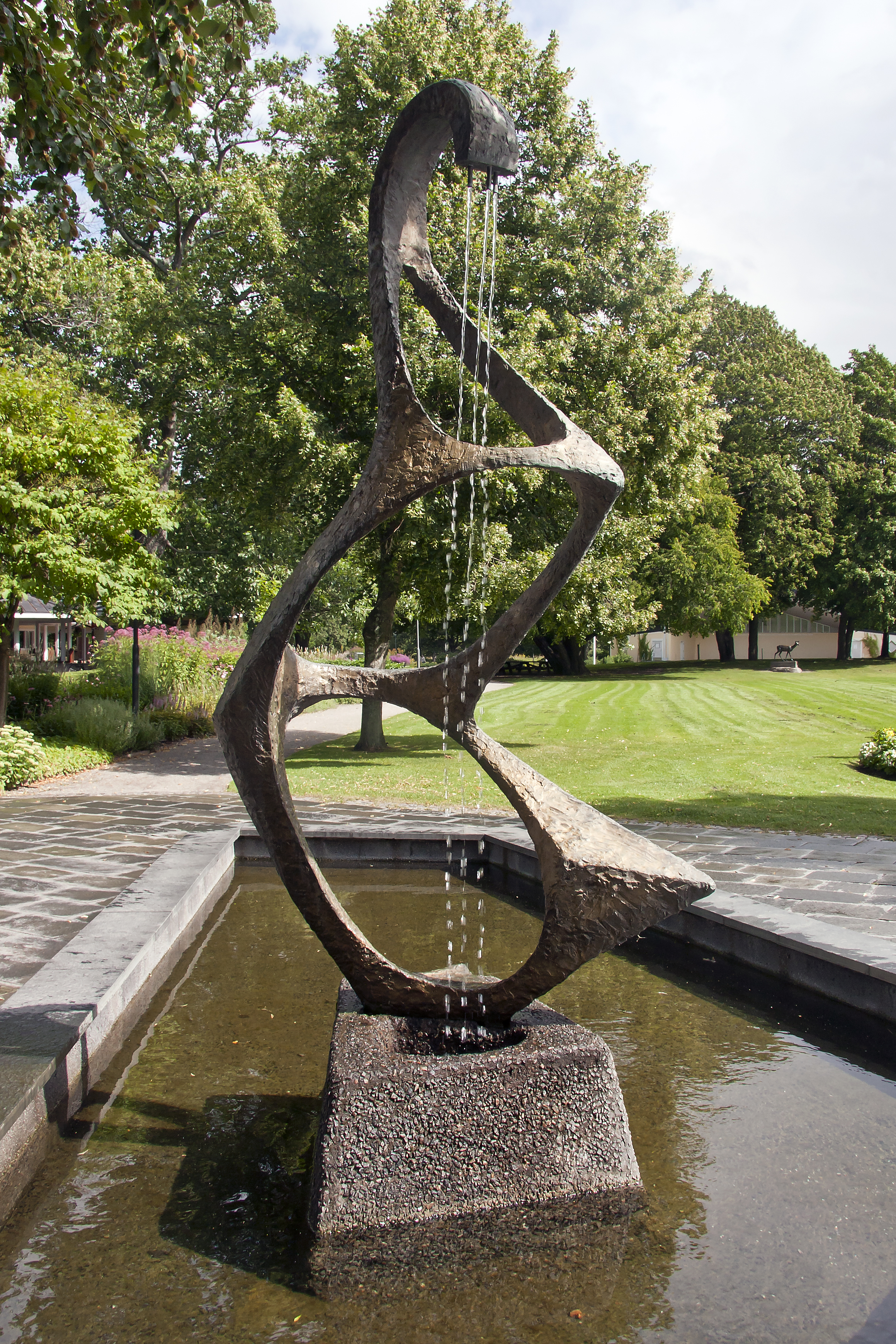
Resonans (1958) i Stadsparken i Örebro.

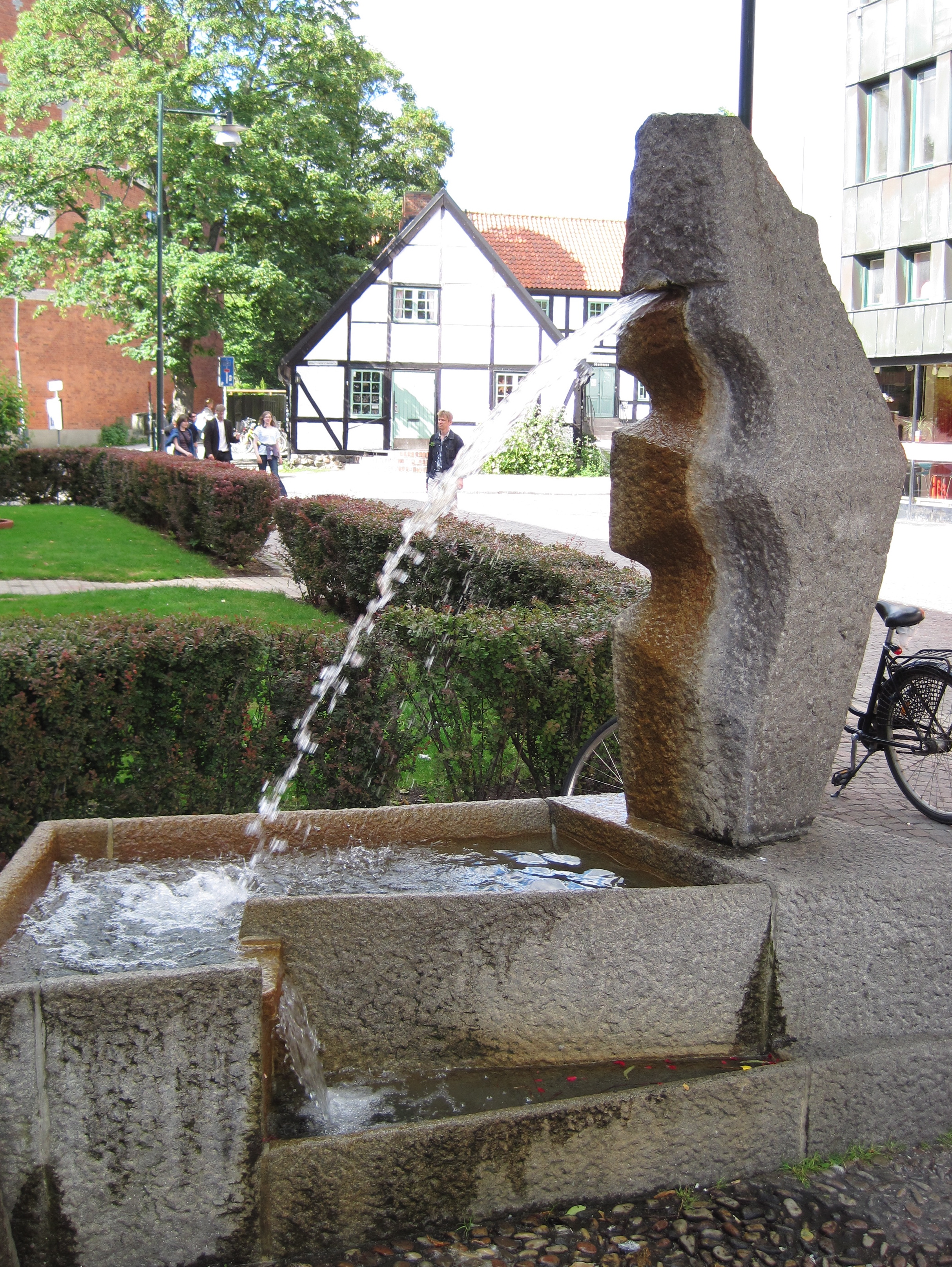
Fossil komposition, också känd som Hillfontänen (1955) i Lund

Arne Julius Jones, född 20 oktober 1914 i Borgsjö, död 8 oktober 1976 i Sollentuna och begravd på Stockholms norra begravningsplats, var en svensk konstnär. 

## Utbildning
Arne Jones skrev in sig som elev på Ålsta folkhögskola i Medelpad när han var 17 år gammal. Där mötte han under andra året författaren Lars Ahlin. Deras djupa vänskap blev livslång och Lars Ahlin hjälpte också Arne Jones att finansiera studierna på Kungliga Konsthögskolan i Stockholm där han blev antagen 1942. Dessförinnan, då han 1936 kom till Stockholm, deltog han i Tekniska skolans aftonkurs i reklamteckning. I klassen för ornamentsmodellering övade han framgångsrikt upp sin hantverksskicklighet och fick därefter ett lärlingskontrakt hos ett sten- och bildhuggeriföretag. I arbetet ingick att lämna nyslipade mejslar till skulptörer. I och med detta kom han i kontakt med Bror Hjorth, som blev något av en läromästare.

## Konkret konst
Arne Jones var elev till Eric Grate på Konsthögskolan i Stockholm och var en av de ledande förnyande skulptörerna tillsammans med bland andra Palle Pernevi. 
Den nya konsten rubricerades som konkret på Galerie Blanche 1949. Olle Bonniér, Pierre Olofsson, Karl Axel Pehrson och Arne Jones deltog i denna utställning, som mer än någon annan proklamerade den konkreta konsten och blev ett definitivt genombrott för deltagarna. Samma år genomfördes också Världssportutställningen och i tidskriften Prisma publicerade Olle Bonniér ett berömt manifest.
Konstnärsgruppen presenterade ett nytt och konkret handlingsprogram för konst, med målsättning att sprida konsten ut i den offentliga miljön. Jones utvecklade sina skulpturer från en grundform, som kunde byggas upp och varieras på olika sätt. Det senare materialet är oftast baserat på poetisk klassicism, en önskan att kombinera moderna material med ett klassiskt tema.

## Genombrott och framgång
Arne Jones fick sitt egentliga genombrott 1947 och är representerad med skulpturer i många svenska städer och på svenska konstmuseer, däribland Bonnierska porträttsamlingen. 
Han var professor på Konstakademin 1961–1971. Tillsammans med Sivert Lindblom representerade han Sverige på Biennalen i Venedig 1968. På grund av att oroligheterna i samband med majrevolten i Frankrike spred sig i resten av Europa stängdes dock den svenska paviljongen i protest mot polisbevakning. Arne Jones verk hade då redan vandaliserats och täckts med svart plast.
Trots en stark tidsmedvetenhet var Arne Jones relativt ointresserad av bilder ur konsthistorien. Han bekände sig dock till ett par skulptörer: Henri Laurens och Constantin Brâncuși. Av skulptörer i sin egen generation betraktade han Martin Holmgren som sin själsfrände.
Hans kanske mest kända verk är det tidiga Katedral från 1947, som finns uppsatt i Göteborg och i Västertorp, Stockholm. Den finns även på SSU:s kursgård Bommersvik där den också används som logo. Det är en nygotisk konstruktion, en stilisering av två balettdansörers dans som resulterat i en spetsbåge. Liknande rörelseenergi finns i ett antal av hans följande verk.
På frimärke från 1978 finns hans skulptur Rum utan filial (1951). Verkets namn är en ordlek utifrån vännen Lars Ahlins novell Huset har ingen filial. Titeln vill markera skulpturens slutenhet, allt sker inom stänglarnas våningar. Här finns ingen primär skådeyta, eftersom det är en rundskulptur som skall ses från många aspekter. Skulpturen bildar en slinga som leder ögat på en oändlighetsvandring. Fotografen och konstnären Jan Helge Jansson skapade fotoförlagan till denna gravyr och dokumenterade mycket av Arne Jones konst på foto och film.

## Familj
Arne Jones var son till fabrikör Alfred Jones och Gerda Jones, född Hagblom. Han var 1939–1975 gift med keramikern Margit Jones, ogift Landin (1917–1981), dotter till direktören Josef Landin och Anna, ogift Edvardsson, och 1975 med Maria Andersson (1921–1987), tidigare gift med Lars Björkman och Ragnar Edvardson.

## Utmärkelser
- 1962 – Norrlandsbjörnen: Norrlandsförbundets utmärkelse till "personer som gjort förtjänstfulla insatser för Norrlands utveckling" eller "bidragit till att norrländska förhållanden blivit beaktade".
- 1967 – Hedersledamot vid Norrlands nation [8]
- 1970 – Sergelpriset
- 1974 – Läkerols kulturpris

## Fotogalleri

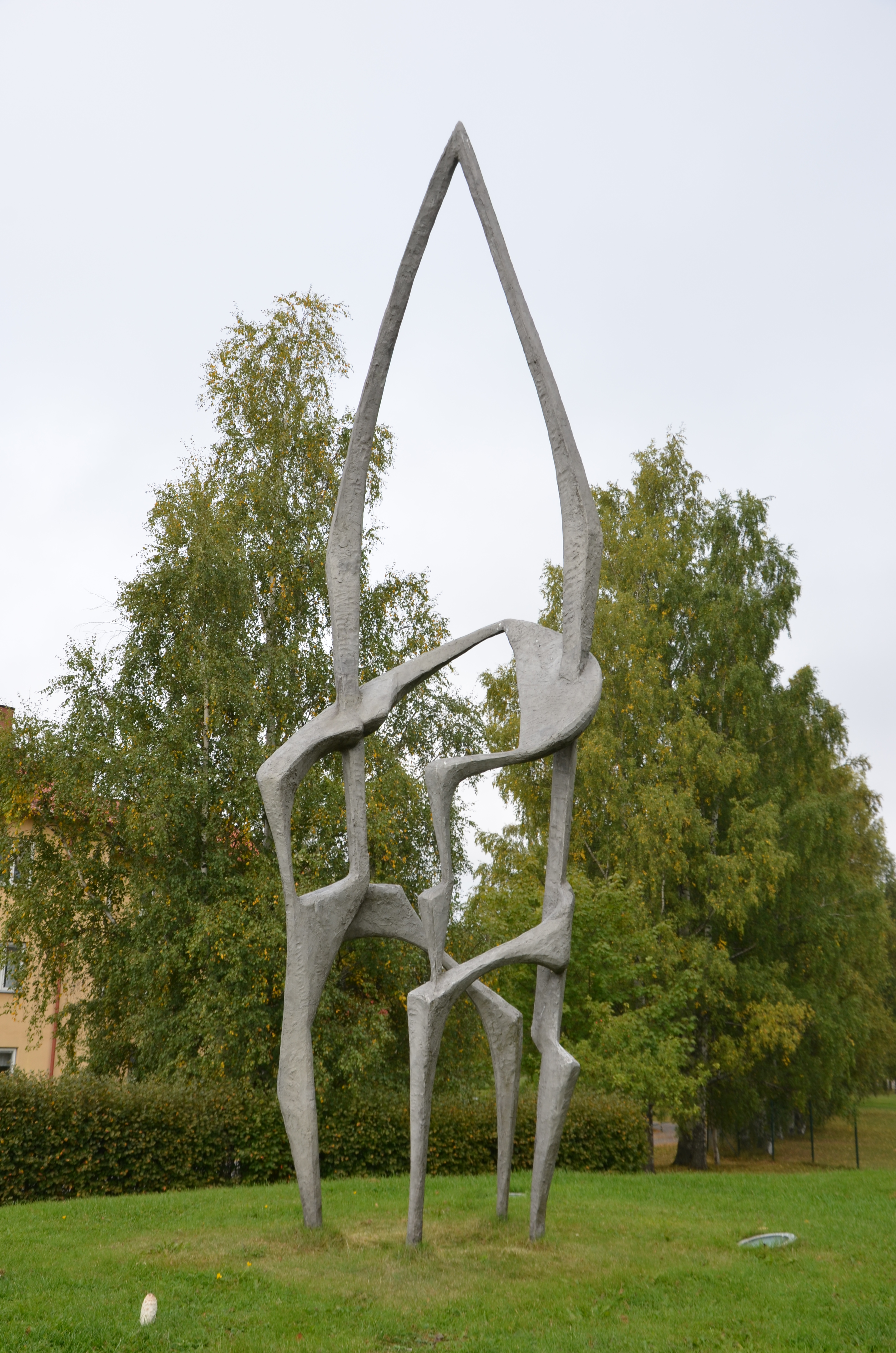
Katedral, aluminiumversionen, i Mästarnas Park i Hällefors
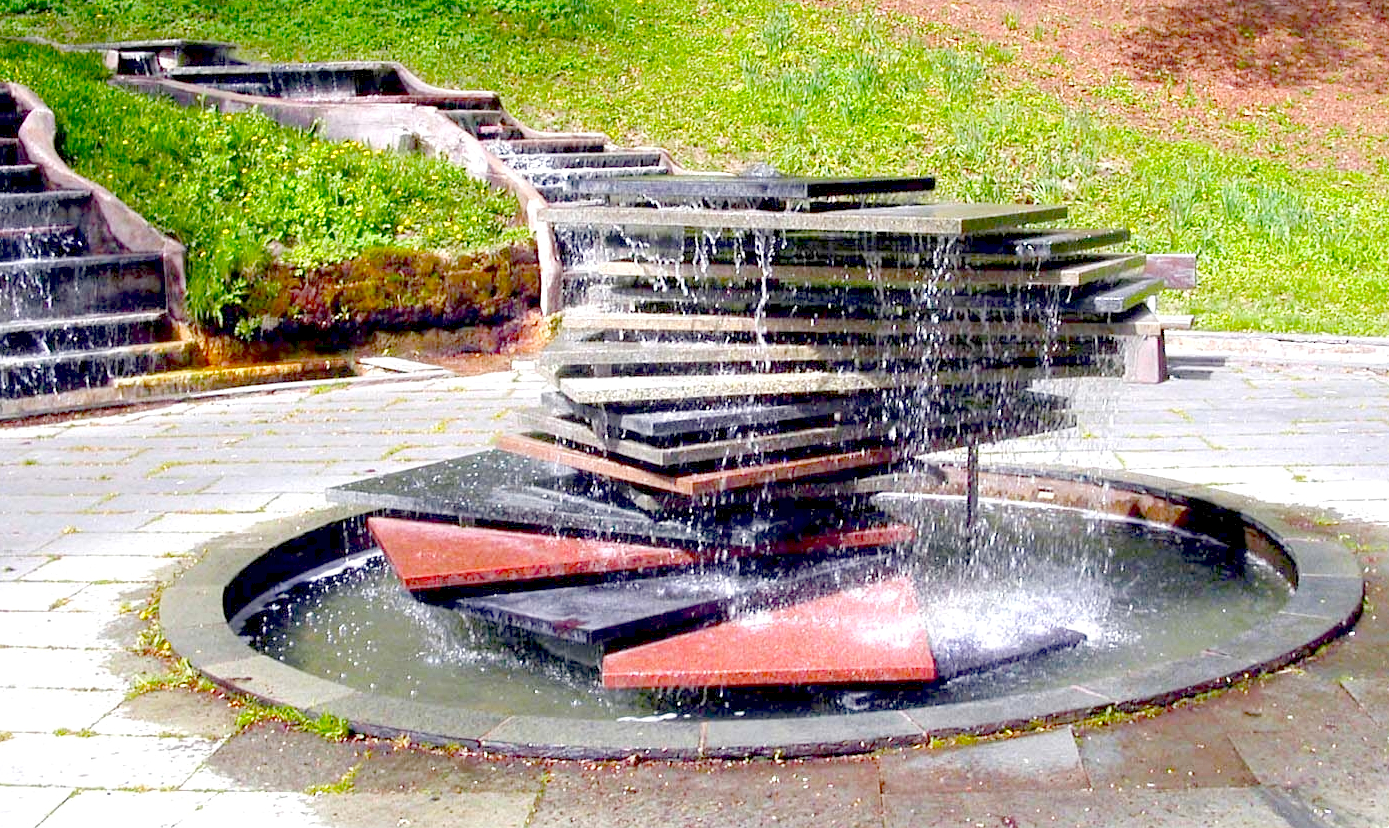
Sten på sten (Laxtrappan) (1960), Akademiska sjukhuset, Uppsala
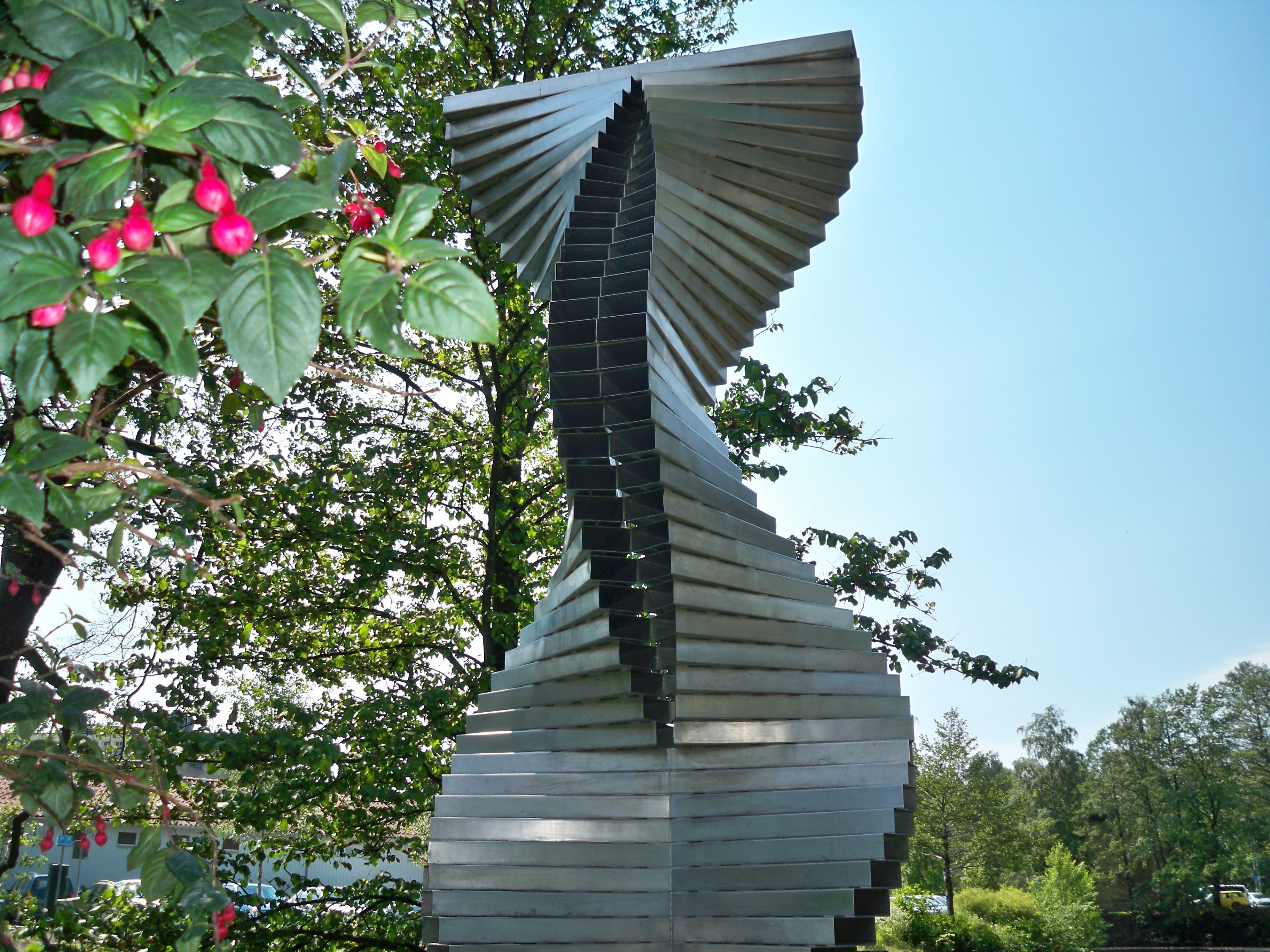
Yin-Yang (1965-66), Nybroparken, Borås
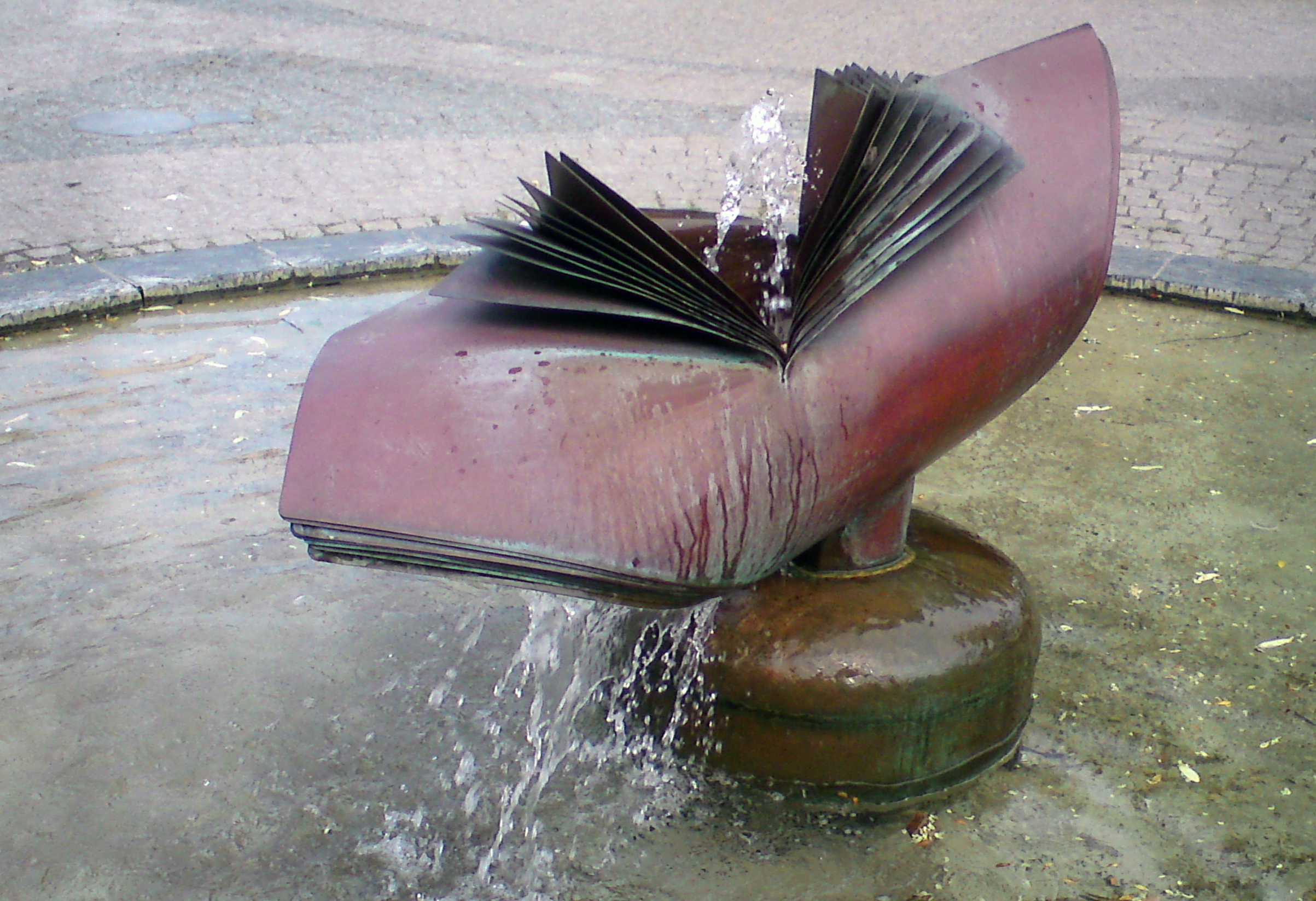
Rosa Fontana (1967), Västertorg, Uppsala
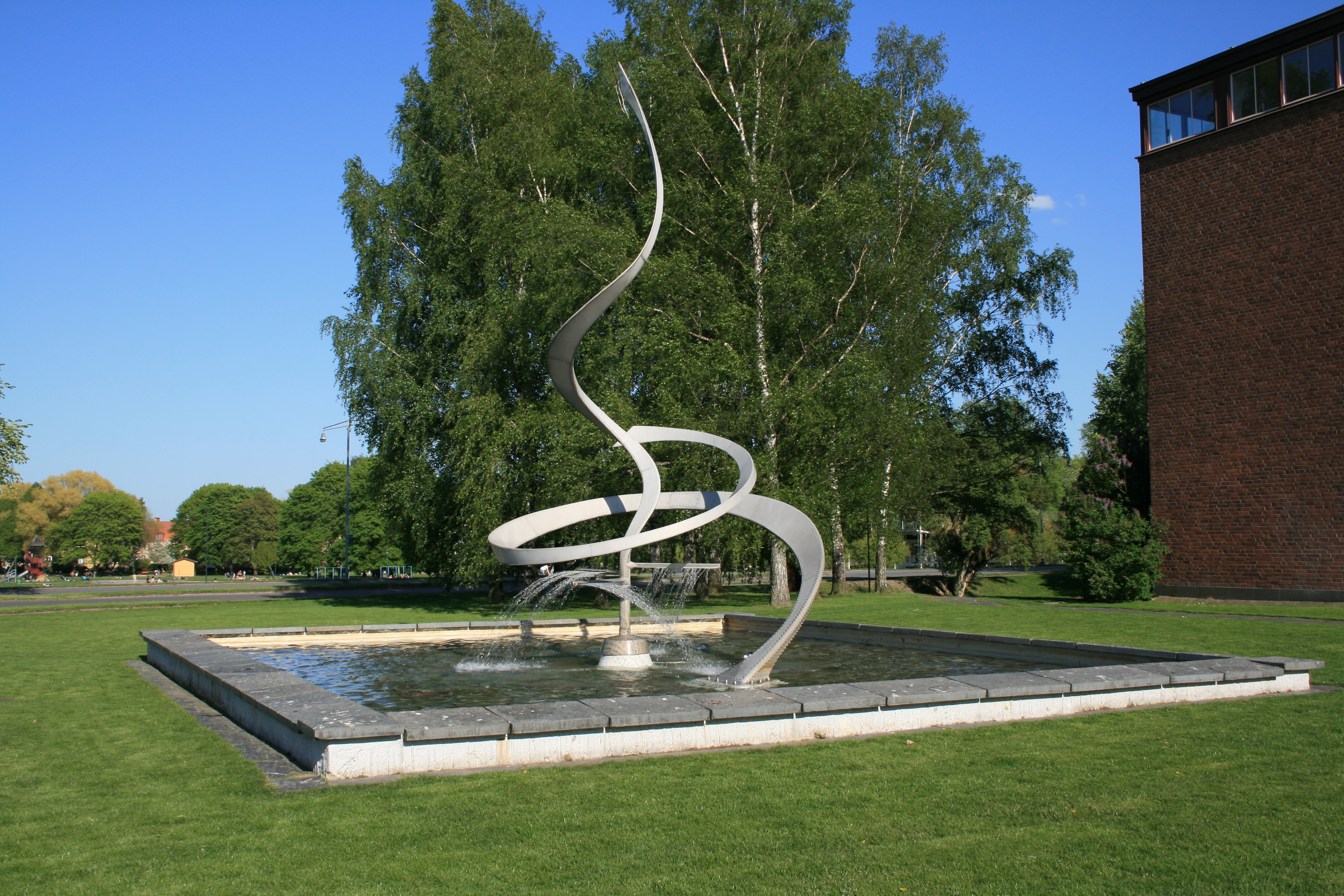
Spiral åtbörd (1961), Norrköping
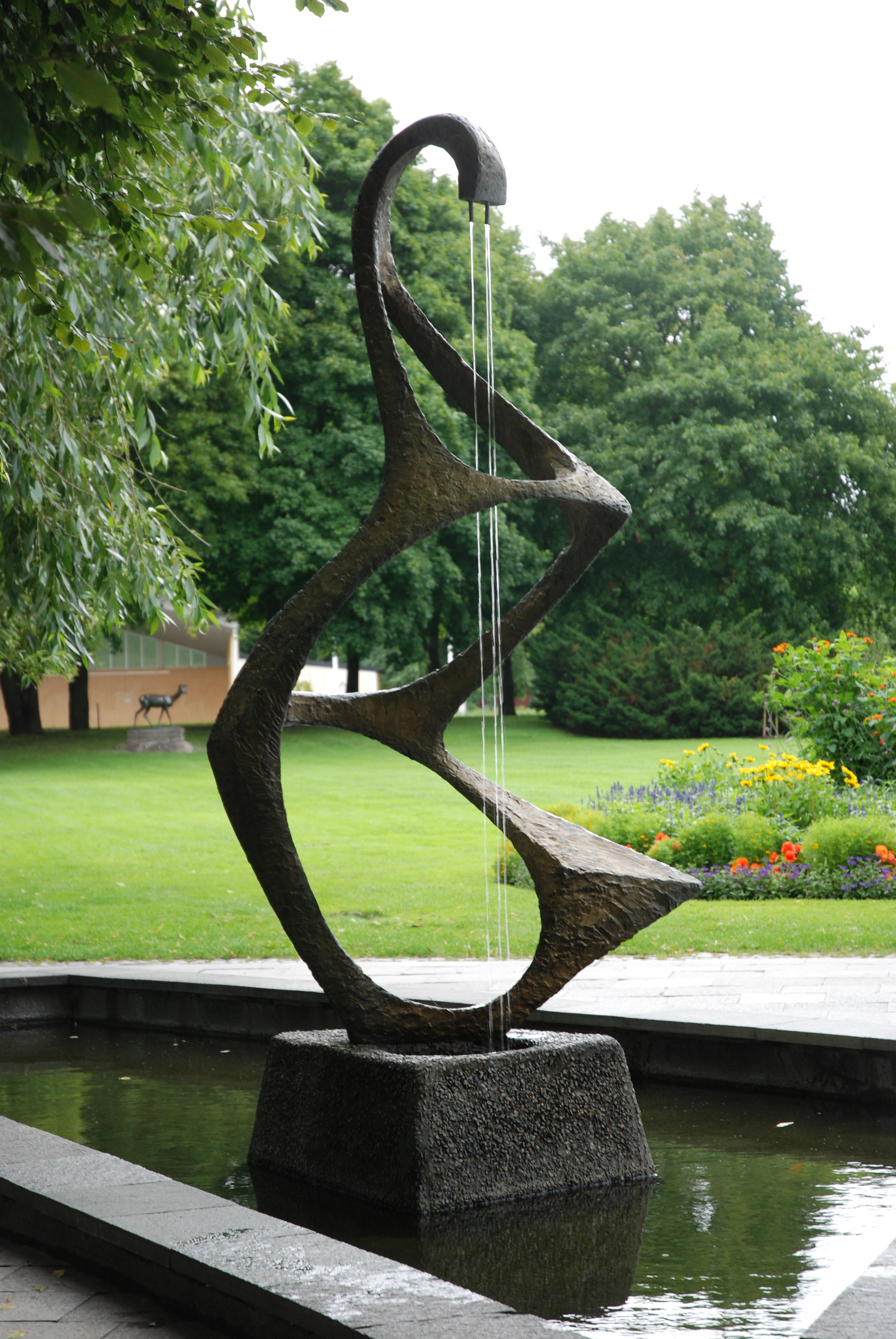
Resonans (1958), Stadsparken, Örebro
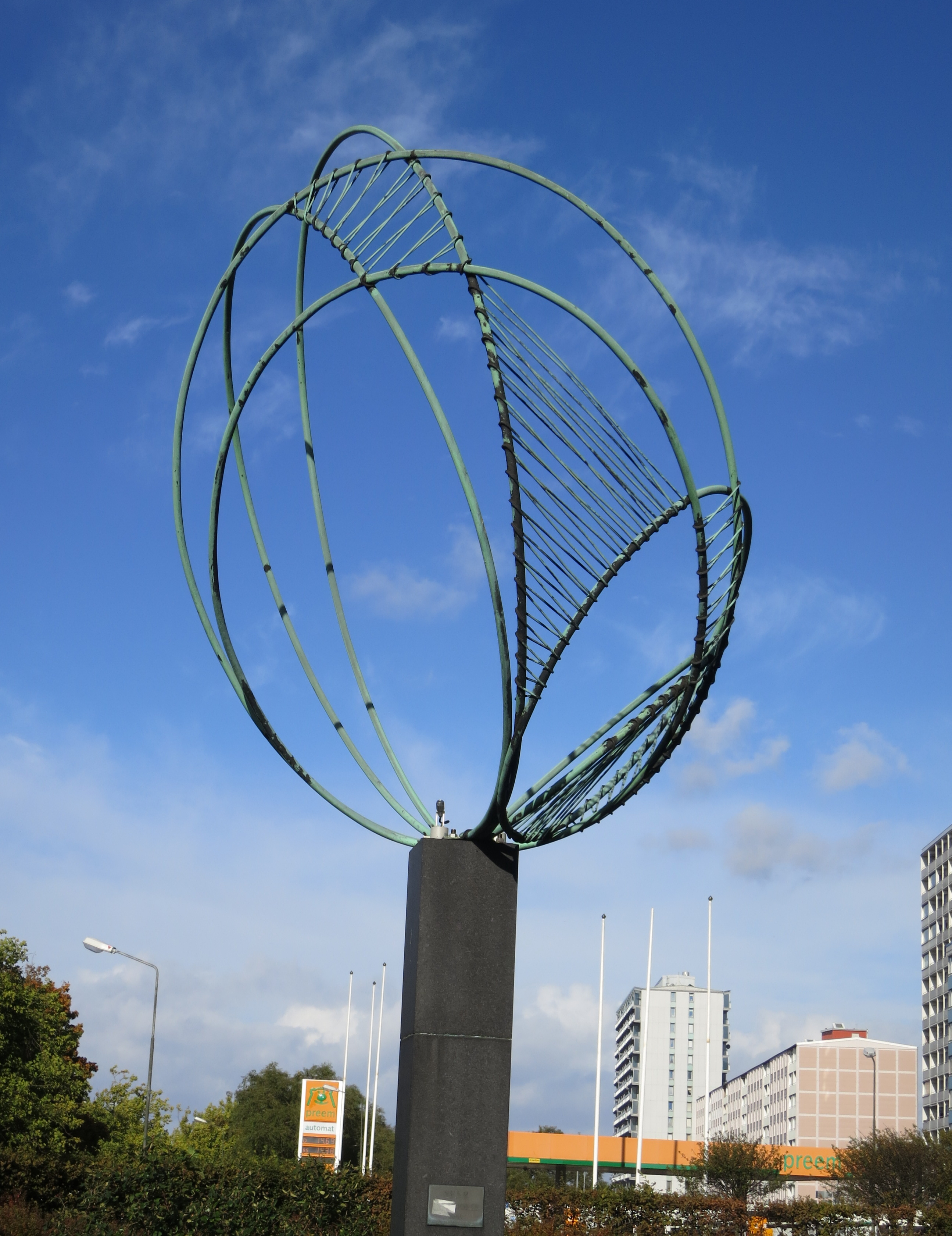
Sfär (1961), Lorensborg, Malmö
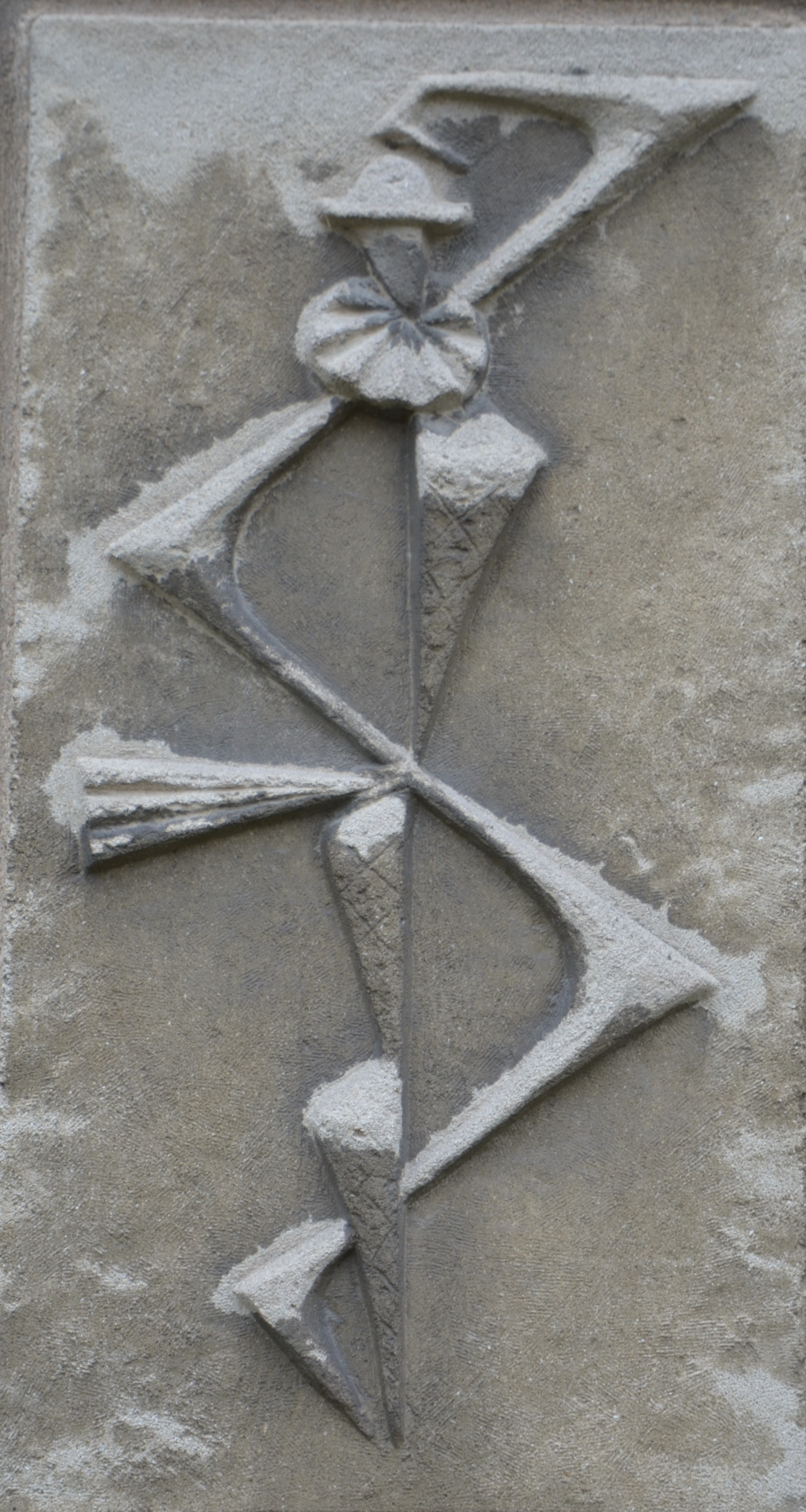
Harlekin, relief på husfasad i Västertorp i Stockholm
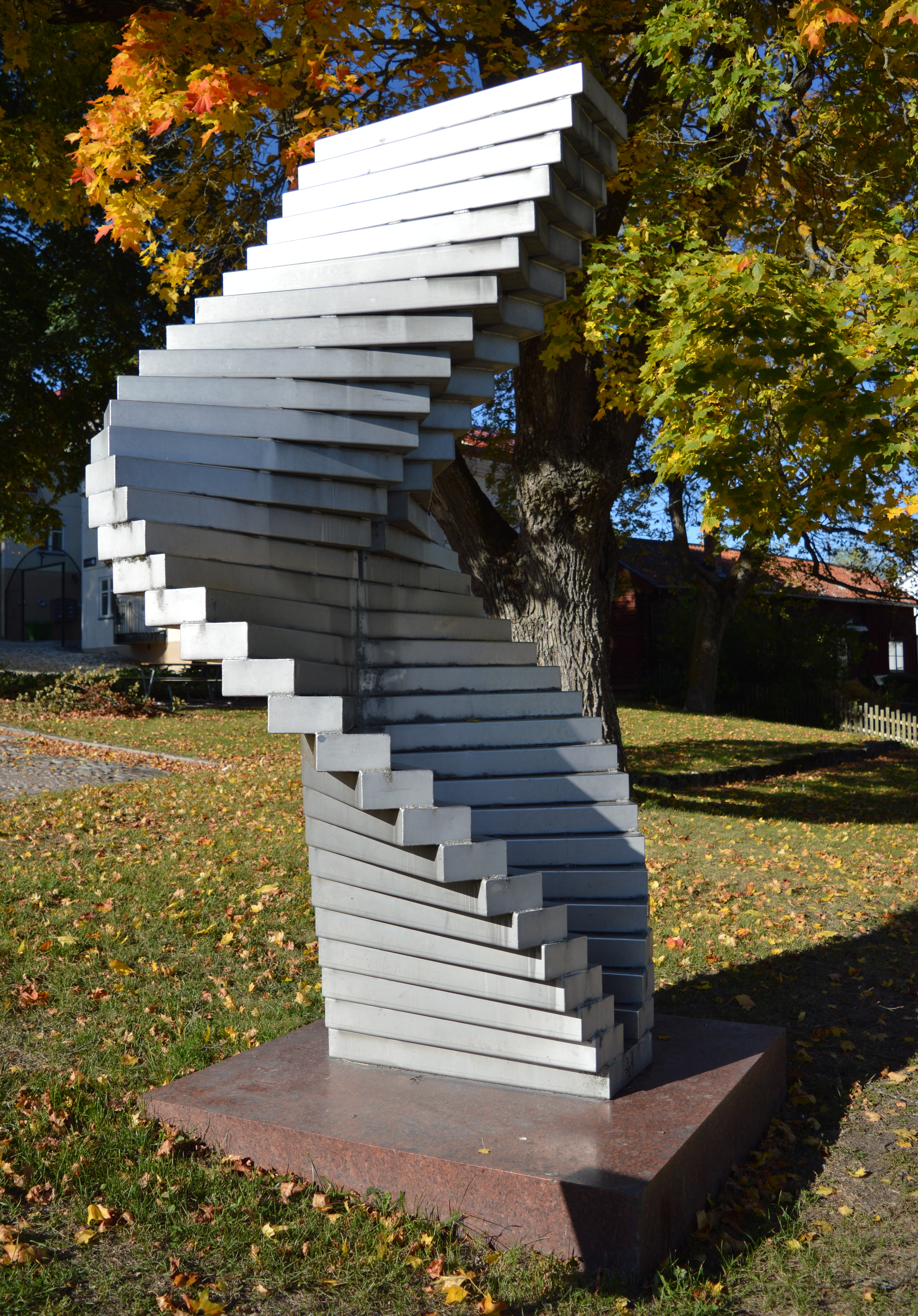
Yin-Yang, i Torshälla

## Offentliga verk i urval
| - Don Quijote och Hamlet, 1949, Björkhagens skola i Stockholm. - Sagan om den borttappade bollen, 1950, Ulriksbergsskolan i Växjö. - Kommunikationer, 1951, baldakinstöd och rumsdekor på Hotell Malmen i Stockholm. - Den fantasifulle muraren, 1952, Blackebergsskolan i Bromma i Stockholm. - Katedral, brons, 1952, Järnbrott i Göteborg, Västertorps skulpturpark i Stockholm , Mästarnas Park i Hällefors och Norrköpings konstmuseums skulpturpark, i mindre format (1961) på Bommersvik. - Treklang, brons, Folksamhuset i Stockholm. - Spiralrum, 1955, Blackebergs gymnasium, i Bromma i Stockholm. - Fossil komposition (»Hillfontänen«), 1955, hörnet Kiliansgatan-Skomakargatan, Lund. - Vertikal komposition, koppar, 1956, Fysiologiska institutionen, Sölvegatan i Lund. - Från fall till fall, 1957, Katrineholm. - Från kopp till kopp, 1957, Norrvikens trädgårdar i Båstad, och 1958 i Eskilstuna, Sandviken, Falun, och Stockholm. - Resonans, 1958, Stadsparken i Örebro. - Kyrktupp, 1959, Vantörs kyrka i Högdalen i Stockholm. - Sekvens, 1959, Idrottens hus i Helsingborg. - Krucifix, 1960, Vantörs kyrka i Högdalen i Stockholm. - Sten på sten (Laxtrappan), 1960, Akademiska sjukhuset i Uppsala. - Spiral reflex, 1960, Folkets Hus i Skönsberg. - Spiral rotation, 1961, Industrins hus, Storgatan i Stockholm. - Sfär, brons och granit,1961, Lorensborgsgatan - Vendelsfridsgatan i Malmö. - Spiral åtbörd, 1961, Kristinaplatsen, utanför Norrköpings konstmuseum. - Vertikal komposition, 1961, Fysiologen i Lund. | - Facettdans, 1962, Svenska Tobaks AB i Malmö. - Rum för vindar, 1962, Skiljeboplatsen i Västerås. - En ros utsprungen, 1963, Råcksta krematorium i Stockholm. - Grafisk byggnad, 1963, studenthem i Bromma i Stockholm. - Sfär, 1963, Malmö. - Tre rosor, 1963, Sundsvalls sjukhus. - Kopparblomma eller Plus-minus-rum, 1964, Sandviken. - Mänsklig byggnad, 1964, Luleå tekniska universitet. - Nova, 1964, Dagens Nyheter i Stockholm. - Yin-Yang, 1965-66, Chalmers tekniska högskola i Göteborg. Finns även i Nybroparken i Borås, och på några ställen till runt om i landet. - Kumlan, gjuten aluminium, 1966, stadshusparken, torget i Kumla. - Rasande balans, 1967, Stålforsskolan i Eskilstuna. - Rosa Fontana, 1967 - Ställbart universum, 1967, Frölunda torg i Göteborg. - Accumulage, brons,1968, Rönnen, Östra Farmvägen 1 i Malmö. - Expenderatorn, 1968, Skeppsholmen i Stockholm. - Seismisk komposition, 1968, Kärrtorp i Stockholm. - Vevax, 1969, Rudbecksskolan i Sollentuna kommun. - Porträttbyst av Pontus Hultén, Vandalorum i Värnamo, 1970 - Fontänen, 1970, stål och glas, tillsammans med Klas Anshelm, Lunds tekniska högskola. - Venus, 1971, Dalhems centrum i Helsingborg. - Människor på ett torg, 1974, SE-Banken i Malmö. - Progression, 1979 (postumt), rostfritt stål, Skinnarviksparken på Södermalm i Stockholm. |

- Jones är representerad vid bland annat Göteborgs konstmuseum[10], Kalmar Konstmuseum[11], Örebro läns museum[12], Moderna Museet[13] och Nationalmuseum[14] i Stockholm.

## Bokomslag i urval
| - Fromma mord Lars Ahlin - Fångnas glädje Lars Ahlin - Kvinna kvinna Lars Ahlin - Som svalorna Sivar Arnér - Kröningen Lars Forssell - Jordiska ting Olov Hartman - Stenfisken Olof Hartman - Baobab Axel Liffner - Frivaro Axel Liffner - Glanslöst Axel Liffner | - Opus 0,09 Axel Liffner - Semikolon Axel Liffner - Vardagsbilder Axel Liffner - Vinteroffer Erik Lindegren - Christinalegender Gösta Oswald - En privatmans vedermödor Gösta Oswald - Rondo Gösta Oswald - Hemlöshet och hem Östen Sjöstrand - Analysis situs Harald Swedner - Jag sjunger i skon Beppe Wolgers |

## Citat
Arne Jones var en tystlåten man men desto mer uttrycksfull i skrift, och som ung närde han författardrömmar. Följande reflektioner kring konst och konstnärskap är hämtade ur katalogen till en minnesutställning (Arne Jones 1914-76) på Prins Eugens Waldemarsudde, ett par månader efter Jones bortgång.
| ”              | Jag förstår inte vad det skall tjäna till men jag måste göra det. | „ |
| – oktober 1969 |                                                                   |   |

| ”               | Bilden som är angelägen om mänskliga sammanhang, mänskliga relationer och de symboler som vi talar till varandra med - den vill jag. | „ |
| – december 1969 | |   |

| ”              | För fan, konsten föds inte av brist. Den föds av överflöd. Den föds när hjärna, hjärta och alla sinnen flödar över och bär sig åt. Blodet rusar till händerna som börjar organisera med all kunnighet de inhämtat under sitt liv - och glömt bort att de kan. Hela kroppen synkroniseras att manifestera en idé. | „ |
| – januari 1970 | |   |

| ”               | Jag förstår inte att vi som snart tycks vara de enda människor i detta samhälle som har kvar egentlig arbetsglädje skall utsättas för ett så ofantligt tryck från andra grupper för att rationaliseras i samhället - att underställa oss direkta politiska strävanden till exempel. Ibland tror jag att arbetsglädjen i sig själv är kriterium på ett samhälleligt värde - som samhället glömt. Det måste finnas lust och skapande för att människan skall kunna leva - överleva - också. Det är en social uppgift. Som bland annat gäller konstnärer. | „ |
| – februari 1970 | |   |